# Шанхайска организация за сътрудничество
Шанхайската организация за сътрудничество (на руски: Шанха́йская организа́ция сотру́дничества, опростен китайски: 上海合作组织, традиционен китайски: 上海合作組織), съкратено ШОС, е регионална международна организация, основана от лидерите на Русия, Китай, Казахстан, Узбекистан, Таджикистан и Киргизия през 2001 г.
С изключение на Узбекистан, останалите страни са участници в „Шанхайската петорка“, която е основана в резултат на подписаните 1996 – 1997 от Русия, Казахстан, Китай, Киргизстан и Таджикистан споразумения за укрепване на доверието във военната област и взаимно съкращаване на военните сили в граничните райони. След включването на Узбекистан през 2001 организацията е преименувана от нейните участници на Шанхайска организация за сътрудничество.
Общата територия на влизащите в ШОС страни е 30 млн. кв. км, което представлява 60% от територията на Евразия, а нейният цялостен демографски потенциал е една четвърт от населението на планетата  (общата численост на населението на страните участнички е 1 млрд. и 455 млн. ), а ако бъде включено и населението на Индия, и другите страни наблюдателки, то количеството на жителите, имащи пряко отношение към ШОС, ще бъде малко по-малко от населението на цялото земно кълбо, като икономическият потенциал включва най-мощната икономика след тази на САЩ – китайската.
Една от особеностите на ШОС е, че по статут тя не е нито военен блок (като НАТО), нито открито редовно съвещание по сигурността, като АРФ АСЕАН, заемайки междинно положение. Главните задачи за организацията са укрепването на стабилността и сигурността на територията на страните членки и борбата с тероризма, сепаратизма, екстремизма, наркотрафика, също развитието на икономическото сътрудничество, енергийното партньорство, както и научното, и културно взаимодействие.

## Предистория. Шанхайска петорка
Предпоставки за създаването на ШОС са били заложени още през 60-те години на 20 век, когато СССР и КНР пристъпват към решаването на погранични въпроси. След разпада на Съветския съюз се появяват нови участници в преговорите в лицето на Русия и новообразуваните държави от Централна Азия. След като Китай успява цивилизовано да реши своите териториални въпроси със съседните държави от ОНД – Русия, Казахстан, Киргизстан и Таджикистан – пред партньорите се отварят нови перспективи за по-нататъшно развитие на регионалното сътрудничество. За Русия и Китай това е привлекателна възможност да обединят под своята егида усилията и потенциала на централноазиатските държави за възпиране на възможна експанзия от страна на други световни сили и влияние в Централна Азия .
Благодарение на благоприятния политически климат, но също така като резултат от нарастващата опасност региона да се превърне в район на перманентна нестабилност, заради активизирането на международния тероризъм през 1996, е образувана „Шанхайската петорка“. Последвалите ежегодни срещи на участниците на „Шанхайската петорка“ се състоят в Москва през 1997, в Алмати (Казахстан) през 1998, в Бишкек (Киргизстан) през 1999 и в Душанбе (Таджикистан) през 2000.
По време на срещата в Бишкек за всичките участници в „Шанхайската петорка“ става очевидна необходимостта от по-широк спектър на взаимодействие, което създало необходимостта от създаването на постоянни механизми на сътрудничество, като срещи на министрите и експертни групи. Фактически започнала да се създава архитектурата на нова международна организация. Възниква институт на националните координатори, назначавани от всяка страна.
През 2001 бива проведена поредна среща в Шанхай, Китай. Тогава петте членки приемат в състава на организацията Узбекистан, което довежда до преименуването на организацията в Шанхайска организация за сътрудничество, или „Шанхайска шесторка“.
Първите документи, приети от ШОС, са „Декларация за създаване на Шанхайска организация за сътрудничество“, „Шанхайска конвенция за борба с тероризма, сепаратизма и екстремизма“ и „Съвместно заявление за включване на Узбекистан към механизма на „Шанхайската петорка““.

## Образуване и институционализиране
Срещата на държавните глави през 2002 в Санкт-Петербург продължила институционалното оформяне на ШОС: Декларация за създаване на Организацията получила практическо въплъщение в подписването на два нови важни акта – Декларацията на държавните глави – членки на ШОС, наречена от министъра на външните работи на Русия окончателен политически документ , и Хартата на ШОС  – базовия уставен документ.
В резултат на московската среща през 2003 били създадени Секретариат на ШОС със седалище в Пекин и Регионална антитерористична структура (РАТС) (споразумението за нейното създаване е подписано година по-рано в Санкт-Петербург). От държавните глави били засегнати въпроси по борбата с тероризма и екстремизма, в частност особено внимание е отделено на дейността на екстремистката организация Хизб ут-Тахрир. Сред 30-те подписани тогава документи, има такива, определящи функционирането на органите на организацията – относно Съвета на държавните глави, Съвета на премиерите и Съвета на външните министри. 
| Срещи на държавните глави от ШОС | Срещи на държавните глави от ШОС | Срещи на държавните глави от ШОС | Срещи на държавните глави от ШОС |
| Дата                             | Дата                             | Място на провеждането            |                                  |
| -------------------------------- | -------------------------------- | -------------------------------- | -------------------------------- |
| 1                                | 14-15 юни 2001                   | Шанхай                           |                                  |
| 2                                | 7 юни 2002                       | Санкт-Петербург                  |                                  |
| 3                                | 28-29 май 2003                   | Москва                           |                                  |
| 4                                | 17 юни 2004                      | Ташкент                          |                                  |
| 5                                | 5 юли 2005                       | Астана                           |                                  |
| 6                                | 14-15 юни 2006                   | Шанхай                           |                                  |
| 7                                | 16 август 2007                   | Бишкек                           |                                  |
| 8                                | 28 август 2008                   | Душанбе                          |                                  |
| 9                                | 15-16 юни 2009                   | Екатеринбург                     |                                  |
| 10                               | 10-11 юни 2010                   | Ташкент                          |                                  |
| 11                               | 11-15 юни 2011                   | Астана                           |                                  |
| 12                               | 12-6 юни 2012                    | Пекин                            |                                  |
| 13                               | 13-15 септември 2013             | Бишкек                           |                                  |
| 14                               | 14-12 септември 2014             | Душанбе                          |                                  |
| 15                               | 15-10 юли 2015                   | Уфа                              |                                  |
| 16                               | 23-24 юни 2016                   | Ташкент                          |                                  |
| 17                               | 08-9 юни 2017                    | Астана                           |                                  |
| 18                               | 09-10 юни 2018                   | Циндао                           |                                  |
| 19                               | 14-15 юни 2019                   | Бишкек                           |                                  |

Във връзка с това, че в резултат на московската среща организационният период на ШОС завършил, от 1 януари 2004 организацията започнала да функционира като пълноценна международна структура, притежаваща собствен механизъм на работа, персонал и бюджет.
В резултат на ташкентската среща през 2004 г. били подписани следните документи: Ташкентска декларация за резултатите от заседанието, Конвенция за привилегиите и имунитетите на ШОС, а също така ред други документи. Състава на организацията се разширил след приемането на Монголия като нов член в качеството си на наблюдател.
Срещата на държавните глави на ШОС, проведена през 2005, предизвикала голям интерес у политическите анализатори, защото освен новия пакет от договори и конвенции участниците подписали Декларация на държавните глави членки на Шанхайската организация за сътрудничество.
Главни документи от срещата в Бишкек през 2007 станали Договорът за дългосрочно добросъседство, дружба и сътрудничество на държавите членки на Шанхайската организация за сътрудничество и Бишкекската декларация на държавните глави на страните членки на Шанхайската организация за сътрудничество. В работата по време на форума взели участие президентите на две страни наблюдателки към ШОС – президентът на Монголия Намбарин Енхбаяр и президентът на Иран Махмуд Ахмадинежад. Още две държави наблюдателки на Организацията били представени от министъра на външните работи на Пакистан и от министъра на нефта и природния газ на Индия.
През 2009 на срещата в Екатеринбург държавните глави на страните участнички в ШОС приели решение Демократическата социалистическа република Шри Ланка и Република Беларус да получат статут на партньори по диалог.
През 2010 е подписан Меморандум за предоставянето на Република Беларус статута на партньор по диалога, който официално закрепва този статут на Беларус.
През 2015 на срещата в руския град Уфа се взе решение за присъединяване на Индия и Пакистан като пълноправни членове на ШОС а Беларус от партньор по диалог до статут наблюдател. Също така Армения, Азербайджан, Непал и Камбоджа със статут партньори по диалога.
През 2018 г. на срещата в Циндао(Китай), Индия и Пакистан са приети за пълноправни членове на ШОС.

## Структура
За изпълняването на целите и задачите на Хартата на ШОС в рамките на организацията се учредили следните органи:
- Съвет на държавните глави;
- Съвет на премиерите;
- Съвет на външните министри;
- Съвещания на ръководителите на министерствата и ведомствата;
- Съвет на националните координатори;
- Регионална антитерористична структура (РАТС);
- Секретариат – постоянно действащ административен орган, оглавяван от Генералния секретар (от 2010 г. – представител от Киргизстан М.С.Иманалиев).

Съветът на държавните глави е висшият орган на ШОС. Той определя приоритетите и основните направления в работата на Организацията, решава принципиални въпроси на вътрешното ѝ устройство и функциониране, взаимодейства с други държави и международни организации, а също така разглежда най-актуалните международни проблеми. Съвета се събира на заседания веднъж годишно. Председателството на заседанието на Съвета се осъществява от държавния глава, който организира заседанието. Мястото за провеждането на срещите се определя, като правило, по азбучният ред (по руския) на списъка от държавите членки в ШОС. Съвета може да приеме решение и за създаването на други органи на ШОС, което се оформя във вид на допълнителни протоколи към Хартата.
Съвета на премиерите приема бюджета на ШОС, разглежда и решава основни въпроси, отнасящи се към конкретни, особено икономически, сфери за развитието на взаимодействието в рамките на Организацията. Съветът се събира на заседания веднъж годишно. Председателството на заседанието на Съвета се осъществява от министъра на държавата, на чиято територия се провежда заседанието .
Съвета на министрите на външните работи разглежда и решава въпроси по текущата работа на Организацията, включвайки подготовката към заседанията на Съвета на държавните глави, предприема мерки по реализацията на решенията на Организацията и провеждането на консултации в рамките на ШОС по международни проблеми. Председателството на Съвета осъществява министъра на външните работи на държавата членка, на чиято територия се провежда заседанието на Съвета на държавните глави. Председателя на Съвета представлява Организацията при осъществяването на външни контакти.
Съвещанията на ръководителите на министерствата и ведомствата се провеждат за разглеждането на конкретни въпроси по развитието на взаимодействието в съответните области в рамките на ШОС. До този момент са се сформирали механизми по провеждането на съвещанията на генералните прокурори, министрите на отбраната, министрите на икономиката и търговията, министрите на комуникациите, министрите на културата, а също така на ръководителите на правоохранителните органи и ведомства по оказването на екстремна помощ на пострадали при бедствия. Председателството се осъществява от ръководителя на съответното министерство и/или ведомство на държавата организираща съвещанието. Мястото и времето за провеждането на съвещанията се съгласуват предварително .
Секретариата е действащия административен орган на ШОС. На него са възложени: организационно-техническото обезпечаване на мероприятията, провеждани в рамките на ШОС, участието в разработването и реализацията на документацията на всички органи в рамките на Организацията, подготовката по предложенията на ежегодните бюджети. Секретариата се оглавява от Генерален секретар, който се утвърждава от Съвета на държавните глави. Генералният секретар се назначава на ротационен принцип, по азбучен ред (по руския) на имената на държавите членки за срок от три години без право да на продължаване за следващ мандат. До 2006 длъжността на Генералния секретар отсъствала, вместо нея съществувал институт на изпълнителния секретар, който формално можел да действа само от името на Секретариата на ШОС .
Съществува мнение за необходимост от преструктурирането на Секретариата на ШОС в по-независим изпълнителен орган, във връзка с това, че няма достатъчен обем от права и финансирания. В същото време, когато на ООН, НАТО, ОДКБ и на други организации изпълнителните органи са относително независими и във връзка с това са способни сами да разработват дневния ред на своите организации и да излизат със собствени инициативи, Секретариата на ШОС реално не извършва организационна работа, с която, фактически, се занимава Съвета на националните координатори..
Съвета на националните координатори осъществява координацията и управлението на текущата дейност на Организацията, провежда необходимата подготовка на заседанията на Съвета на държавните глави, Съвета на премиерите и Съвета на министрите на външните работи. Съвета се събира на заседания не по-рядко от три пъти в годината. Председателството се осъществява от националния координатор на държавата членка на Организацията, на чиято територия ще се провежда заседанието на Съвета на държавните глави. Председателя на Съвета по искане на председателя на Съвета на министрите на външните работи може да представлява Организацията при осъществяването на външни контакти. 
Регионалната антитерористична структура е постоянно действащ орган на ШОС с щаб квартира в Ташкент, предназначен за съдействие на координирането и взаимодействието на компетентните органи на страните в борбата срещу тероризма, екстремизма и сепаратизма. Той има статут на юридическо лице и има правото да сключва договори, да придобива движимо и недвижимо имущество и да се разпорежда с него, да открива и води банкови дела, да завежда съдебни искове и да участва в съдебни процеси. Тези права се осъществяват от директора на изпълнителния комитет на Регионалната антитерористична структура. Главните функции на този орган са координирането на усилията на всички държави членки на ШОС в борбата с тероризма, сепаратизма и екстремизма – разработването на предложения за борбата с тероризма, събирането и анализирането на информация, формирането на банкови данни за лица и организации, оказващи подкрепа на престъпници, съдействието в подготвянето и провеждането на оперативно разследващи и други мероприятия по борбата с назованите явления, поддържането на контакти с други международни организации.  Регионалната антитерористична структура се състои от Съвет и Изпълнителен комитет (постоянно действащ орган). Съветът, в чийто състав влизат ръководителите на компетентните органи на страните в Организацията, представлява ръководещ орган, взимащ решения. Председателя се назначава от Съвета на държавните глави .
Решенията в органите на ШОС се приемат чрез консенсус. Редът на работата на всички органи на ШОС е окончателно разработен и приет през 2003 г., на московската среща. Основните структури на организацията пристъпили към работа през 2004, след което даденото обединение функционира в качеството си на пълноценна международна организация .

## Членове
Страни членки ШОС
- Казахстан
- Киргизстан
- Китай
- Русия
- Таджикистан
- Узбекистан
- Индия
- Пакистан

Държави наблюдателки
- Иран (кандидат за пълноправно членство от 2009 и 2014 г.)
- Монголия
- Афганистан
- Беларус

Партньори по диалога
- Армения
- Азербайджан
- Шри Ланка
- Турция
- Непал
- Камбоджа

Получили покана за срещите на държавните глави от ШОС
- Афганистан
- ОНД
- АСЕАН
- Организацията на обединените нации
- Евразийски икономически съюз
- САЩ

Различното на ШОС от другите регионални образувания на територията на бившия СССР е това, че освен страни от ОНД в това влиза и Китай. Освен това, ШОС има споразумение за партньорство с ООН, ОНД, ОДКБ, Евразийско икономическо съдружие и АСЕАН.

### Пресичане на интересите
Според руския икономист Р.Андреешчев страните от Централна Азия, а също така Русия и Китай нямат желанието да приемат политиката, налагана от администрацията на САЩ, активната икономическа и политическа експанзия, която не отговаря на интересите на дадените страни. Не по-малко важен е и въпросът за стабилността, който както и преди остава нерешен за региона и предизвиква заявления от представителите на страните от Запада, от типа на „недостиг на демокрация“ в бившите републики на СССР.
Според А.А.Колтюков, началник на Института по военна история към Министерството на отбраната на Русия, държавите Китай, Пакистан, Иран и Индия не на последно място разглеждат ШОС като инструмент за противодействие на американското военно присъствие в региона, което, несъмнено, предизвиква заплаха за безопасността на тези страни .

### Интереси на страните участнички
Въпреки външно монолитния вид, експертите отбелязват ред въпроси, по които се наблюдават противоречия в политиката на членовете на ШОС, най-сериозното от които се касае до разминаването в политическите и икономическите интереси на Руската Федерация и КНР. Китай, разглеждайки страните от ШОС като потенциален пазар на своите продажби, смята, че приоритетите на ШОС между антитерористичната и икономическата дейност трябва да се делят по равно, а в перспектива икономическата стратегия може да заеме главно място в дейността на организацията. Русия, напротив, настоява за запазването на традиционната активност на ШОС в областта на борбата с „трите злини“: тероризма, екстремизма и сепаратизма, и опасявайки се от създаването на икономическа хегемония на КНР в постсъветска Азия, предприема усилия да сдържа предложенията на Пекин за интензификация на икономическото сътрудничество в рамките на ШОС. Впрочем, КНР може да не е заинтересована в усилването на военния, антитерористичен компонент за разлика от Русия и страните от Централна Азия, тъй като Китай общо взето е решил проблема с тероризма (уйгурския).  Освен това Китай във външната си политика на първо място слага историческите териториални проблеми, излизащи от рамките на ШОС, – обединението с Тайван, за което му е необходимо да достигне споразумение за ненамеса от страна на САЩ. Русия се стреми към по-тясна интеграция на основата на делегирането на част от суверенитета на държавите от региона на наднационални органи (ОДКБ, Евразийско икономическо съобщество), а Китай няма намерение да дели своя суверенитет с никой друг.
Москва разглежда икономическата интеграция в зоната на ШОС като по-далечна цел, като смята че в настоящо време може да се говори само за отделни интеграционни проекти между две или три страни със съпоставими икономики. Пекин настоява за създаването на единно интеграционно пространство в рамките но ШОС в по-близко бъдеще . Свалянето на търговските бариери между страните от ШОС ще създаде благоприятни условия за рязкото увеличаване на предлаганите китайски стоки  и ще отвори пред Централна Азия нерадостната перспектива да стане придатък на китайската икономика.
Според мнението на руския изследовател А. Ю. Баранов, „американските експерти са уповават на това, че Пекин, отивайки на контакт с Русия, първо се стреми да разиграва „руската карта“ за своите цели“, но не е заинтересован от разширяването на руското политическо влияние в Азиатско-тихоокеанския регион (АТР). Но ежегодните срещи на държавните глави от ШОС и двустранните контакти на най-високо ниво демонстриран стремеж и от руска, и от китайска страна към взаимодействие в ред ключови сфери в политиката и икономиката в АТР и извън неговите предели.

### Кандидат членове и наблюдатели
От другите страни в региона на Средна Азия Монголия станала първата държава, която получила статут на страна наблюдателка на срещата в Ташкент през 2004 Пакистан, Индия и Иран получили статут на наблюдатели през следващата година на срещата в Астана.
Отлагайки разширяването за неопределен срок, страните от ШОС се опасяват от опитите да се „подкопае“ организацията и, като резултат да се намали нейната „тежест“ в световното общество. Второ, влизането в ШОС на Индия и Пакистан може да понижи ефективността на работата ѝ, тъй като външнополитическите интереси на тези страни съществено се разминават. Трето, влизането на Иран на фона на изострената ситуация около иранската ядрена програма може да позиционира ШОС като блоково обединение и да стане причина за влошаването на отношенията със САЩ и Европа, сътрудничеството с които е от значение за Индия и Китай. 
На срещите през февруари 2006 с китайски чиновници и журналисти президентът на Пакистан Первез Мушараф изложил доводите си за готовността на Пакистан за присъединяване към организацията като пълноправен участник. Ръководителите на Китай и Узбекистан изявили намерение на подпомогнат това, въпреки че от 2005 Пакистан все още си остава само страна наблюдателка. Въпреки това, отказът от „повишаването на статута“ не е препятствие за сътрудничество между тази страна и останалите участници от ШОС.
Някои страни от ШОС одобряват възможността Индия да се присъедини към организацията. Така, например, Русия, която е установила тясно икономическо сътрудничество с тази страна, на свой ред неведнъж е заявявала, че е съгласна за присъединяването на Пакистан (който е подкрепян от Китай), но само ако едновременно с него към организацията се присъедини и Индия.
Както отбелязва професора от Института по ориентализъм към РАН Н.М.Мамедов, проблемът с участието на Иран в ШОС е свързан с проблема с ядреното въоръжаване на страната, което може да доведе до влошаване на отношенията между ШОС и САЩ. За страните от Шанхайската организация Иран не представлява такава заплаха, каквато предизвиква за тях ядрената програма на КНДР. Още повече Иран привлича ШОС като важен транспортен възел и водещ износител на енергийни ресурси.
Някои противоречия между страните от ШОС и Иран са относно териториални спорове. Не е решен въпросът за разделянето на водната територия на Каспийско море. Докато Иран се съгласява да получи част не по-малка от 20%, то Русия, Казахстан и Азербайджан подписват споразумение, според което Иран получава по-малко от 14%, Русия, Азербайджан и Туркменистан – почти 20%, а Казахстан – 29% от водната територия на Каспийско море.
Беларус също е подала заявка за статут на страна наблюдателка, но получила отказ по причината, че „не се води азиатска страна“. През 2009 на срещата на ШОС в Екатеринбург, е взето решение да се предостави не прилаган дотогава в практиката на организацията статут „партньор по диалога“ на две страни: Шри Ланка и Беларус.
През 2015 на срещата в Узбекистанската столица Ташкент се подписаха договорите за присъединяване на Индия и Пакистан към общността, също така започна да се разглежда кандидатурата на Иран за пълноправен член в ШОС.

## Направления в сътрудничеството

### Сътрудничество по сигурността
Дейността на ШОС първоначално била в сферата на взаимните вътрешнополитически действия за пресичането на терористични действия, а също така на сепаратизъм и екстремизъм в Средна Азия. Според мнението на министъра на външните работи на Китай Тан Цзясюан, тя е станала първата международна организация, поставила идеята за борба с престъпността като център на своята дейност . Сред първите документи подписани от страните участнички в ШОС на срещата в Шанхай през 2001 е Шанхайската конвенция за борба с тероризма, сепаратизма и екстремизма. От този момент членовете на организацията отреждат първостепенно значение на въпросите за уреждането на вътрешните конфликти, постигането на консенсус в противодействието на екстремизма и наркомафията, което първо доведе до създаването на Регионална антитерористична структура, а след това и до подписването на Договор за дългосрочно добросъседство, дружба и сътрудничество.
През 2002 в Астана (Казахстан) е проведено поредното заседание на правоохранителните ведомства и специалните служби на държавите от ШОС, на което е подписано „Решение за проекта за Споразумение между държавите членки на Шанхайската организация за сътрудничество за Регионалната антитерористична структура“. Също така е приет проект на Споразумението и е препоръчано на негова основа да се ускори разработването на други документи, за да може във възможно най-близко бъдеще да заработи антитерористичната структура. На 7 юни същата година на срещата на държавните глави на ШОС в Санкт-Петербург е подписано Споразумение за Регионална антитерористична структура (РАТС). Основните задачи и функции на Изпълнителния комитет на РАТС са определени в три приоритетни направления:
1. координационно оперативно направление (координация и взаимодействие на компетентните органи на страните в борбата с тероризма, екстремизма, провеждането на антитерористични учения и т.н.);
2. международно правово направление (участие в подготовката на международни документи по въпросите за борбата с тероризма, в това число в рамките на ООН, съдействие на Съвета за сигурност на ООН и т.н.);
3. информационно аналитическо направления (събирането и анализирането на информацията по въпросите за борбата с тероризма и т.н.) [26].

През 2004 в интервю първия заместник на Министерството на външните работи на Русия Вячеслав Трубников, отговаряйки на въпрос за отсъствието на видими резултати от антитерористичната дейност на ШОС, отбелязал, че не може да изисква от млада организация по-съществени решителни действия. Освен това, Трубников заявил, че ШОС не е военна организация и нейната дейност не се състои само във военна защита:
| „                  | Ще повторя, че ШОС – не е военен алиянс. Затова тука трябва ясно да се разбира, че става дума за функциите на ШОС по осигуряването на сигурността на държавите членки пред лицето на така наречените нетрадиционни заплахи, а не на някаква евентуална външна агресия. … …Адекватния отговор на предизвикателствата, с които се налага да се сблъска, неизбежно трябва да има политическо, социално-икономическо и хуманитарно измерение. В това, именно, и се състои основното предназначение на ШОС като механизъм на многопрофилно сътрудничество на държавите членки – осигуряването на мира, спокойствието, благополучието и съвместното процъфтяване на шестте страни, стабилността и сигурността в региона и извън неговите предели. | “ |
| Вячеслав Трубников | |   |

Въпреки това дейността на РАТС вече носи своите плодове. По свидетелството на изпълнителния директор на тази организация В.Касимов само за периода между двете срещи на ШОС (през 2005 и 2006) в резултат на дейността на РАТС на територията на ШОС са предотвратени повече от 450 терористични акта , 15 главатари на терористични организации са задържани или унищожени от специалните служби на страните на Организацията, и още 400 се издирват.
Подписания на срещата в Бишкек (през 2007) договор за дългосрочно добросъседство, дружба и сътрудничество е предназначен да укрепи добросъседските отношения между страните. По мнението на видния руски политик и политолог А.А.Кокошин „този договор може да изиграе много важна роля във формирането на нова система в световната политика, нов световен ред, по-справедлив, по-малко изпълнен от остри кризи, отколкото тази, която възникнала след разпадането на биполярната система, когато единствената останала свръхсила САЩ се опита да стане доминираща сила“.
През 2006 ШОС анонсирала плановете си за борба с международната наркомафия като опора на тероризма в света . На 1 октомври 2007 г. генералния секретар на ШОС Болат Нургалиев приканил държавите членки на организацията да активизират сътрудничеството в борбата срещу незаконния оборот от наркотични средства, акцентирайки специално внимание на борбата срещу наркоекспанзията в афганистанско направление .
От момента на основаването на организацията страните членки са провели няколко съвместни антитерористични учения. Първото от тях се провело през 2003 (Узбекистан не взима участие). Първата фаза от учението се провело в Казахстан, а втората – в Китай. Китай не взела участие в първата фаза от учението, което експертите обясняват с предпазливост, предизвикана не само от нежеланието да участват във военна акция, но и с малък опит от участия в международни маневри.
В голям мащаб, но извън пределите на основната структура на ШОС, през август 2005 започнала първата съвместна тренировка на военните сили на КНР и Русия, получила названието „Мирна мисия – 2005“ .
След това учения се провели през 2006 и 2007 („Изтокантитерор-2006“ и „Мирна мисия – 2007“). През септември 2008 се провеждат ученията „Волгоград-Антитерор-2008“, през 2009 – „Мирна мисия – 2009“ .
Въпреки редовното провеждане на съвместни антитерористични учения, функционерите на ШОС неведнъж са подчертавали, че организацията не е военен блок. Руския министър на отбраната Сергей Иванов, отбелязал, че ШОС не е военен съюз, но може да провежда съвместни учения.

### Икономическо сътрудничество
Въпреки че, ШОС първоначално бе създадена с цел за съвместна защита на границите, практически веднага нейната дейност получила икономическо направление. Няколко месеца след началото на работата на ШОС на първата среща в Алмати премиерите на държавите от ШОС обсъдили въпроси по регионалното търговско икономическо сътрудничество, развитието на ШОС и други проблеми, подписали Меморандум между правителствата на държавите участнички в ШОС относно основните цели и направления на регионалното икономическо сътрудничество и стартирането на процеса по създаване на благоприятни условия в областта на търговията и инвестициите и съвместно заявление за резултатите от първата среща на министрите, отговарящи за външноикономическата и външнотърговската дейност.
През септември 2003 премиерите на държавите от ШОС подписали Програма за многостранно търговско икономическо сътрудничество за 20 години. Като дългосрочна цел предвижда създаването на зони за свободна търговия в ШОС, а в краткосрочна перспектива – увеличаването на потока на стоки в региона. Сътрудничеството трябва да обхваща областите на енергетиката, транспорта, земеделието, телекомуникациите, защитата на околната среда и др. План за действията по развитието на сътрудничеството е подписан година по-късно, през септември 2004 г.
Според мнението на ред аналитици, организационното строителство на ШОС много се забавило, а многочислените меморандуми и декларации дълго време не са получавали нужното си въплъщение на практика. Освен това при изпълнението на програмите за действие по различните направления на икономическото сътрудничество, се изяснило, че за тяхното реализиране пречат ред трудности, произтичащи от различията в структурите и функционирането на икономическите системи. В резултат на това не успели да дадат старт на практика на нито една от вече одобрените програми за икономическо сътрудничество.  Завършването на процеса на формиране на системата на многостранно икономическо сътрудничество в рамките на Организацията, според мнението на президента на Руския съюз на индустриалците и предприемачите А. Н. Шохин, е послужило за създаването през юни 2006 г. на Работен съвет, който, бидейки неправителствена структура, обединява правителствените и финансови кръгове на страните членки на ШОС. Реалният тласък за развитието на двата големи проекта (развитието на транспортната инфраструктура и енергийните ресурси) е даден на Съвета на правителствените глави в Душанбе на 15 септември 2006.
Специално място в икономическите отношения на страните от ШОС заема Китай. КНР с всяка година все по-сериозно влияе на икономическата ситуация в региона, стимулира сътрудничеството на страните от ШОС в тази сфера, настоявайки за създаването на свободна зона за търговия, а заедно с това и създаването на инфраструктура за търговия и инвестиции. Вкарвайки икономиките на страните от централноазиатския регион в орбитата на своите икономически интереси, Китай ги разглежда на първо място като надеждни пазари за продажбата на своите стоки. Именно от гледна точка на разширяването на търговското сътрудничество Китай активно подкрепя влизането на страните от ШОС в Световната търговска организация. И въпреки че някои експерти посочват, че във външнотърговския оборот на Китай дялът на ШОС не превишава 2% за периода 2001 – 2006, други специалисти отбелязват, че нивото на стокооборота между Китай и страните от Централна Азия, в частност с Казахстан, неспирно расте .
На 26 октомври 2005 на срещата на ШОС в Москва генералният секретар на организацията Чжан Дегуан заявил, че ШОС ще съсредоточи вниманието си върху съвместните енергийни проекти, включвайки развитието на сектора по газта и нефта, проучването на запасите на въглеводорот и съвместното използване на водните ресурси. Идеята, издигната от президента на Русия В. В. Путин на шанхайската среща през 2006, за създаването на Енергиен клуб на ШОС като механизъм, обединяващ производителите, потребителите и транзитьорите на енергийните ресурси, била подкрепена от останалите държавни глави. Освен Русия активни действия за развитието на енергетиката в региона също така предприемат Китай и Казахстан. Не е изключена и възможността и Иран да участва в енергийния транзит.
След завършването на срещата в Екатеринбург, а също така провелата се на следващия ден среща на държавните глави на БРИК, на 17 юни 2009 г. Русия и Китай подписали безпрецедентен договор в енергетиката възлизащ на сто милиарда долара. За най-голямата сделка в историята на двустранните отношения между Русия и Китай обявил президента на Русия Дмитрий Медведев след преговорите с лидера на КНР Ху Дзинтао. Държавните глави се договорили да разработят механизъм за взаимно плащане в рубли и юани. Всички сделки между Русия и Китай се оценяват в долари. Но ако бъде реализирана инициативата на РФ и КНР, – тя може повлияе не само на руско-китайските отношения, но и на цялата световна търговия. Москва и Пекин имат намерението да заменят долара с китайския юан и руската рубла.

### Културно и хуманитарно сътрудничество
В Декларацията за създаване на ШОС страните членки заявили и за необходимостта да се развива и културно сътрудничество.
За първи път министрите на културата на страните от ШОС се срещнали в Пекин на 12 април 2002 г. Правителствата на държавите активно подкрепили провеждането на Дни на културата, участието на художествени колективи и деятели на изкуството. Оттогава хуманитарното сътрудничество постепенно се интензифицира: провеждат се съвместни мероприятия, свързани с важни исторически дати за страните, влизащи в ШОС, практикува се обмен на студенти преподаватели, предприемат се опити за създаване на съвместни учебни центрове. През 2008 г. е сформиран Университет ШОС като съвместно образователно пространство, базиращо се на университети, които водят изследвания в областта на регионалните изследвания, IT-технологиите, нанотехнологиите, енергетиката, екологията – до 2010 г. това са 53 университета от 5-те страни от ШОС .
Развиват се връзки и в сферата на изкуството. Започвайки от 2005 ежегодно се провеждат изложби на детски рисунки „Деца рисуват приказки“. Идеята на инициаторите на проекта, състояща се в това, че чрез народните приказки може да се стимулира интереса на децата към културата на съседните страни, е активно подкрепена от Секретариата на ШОС, който се обърнал към представителите на Казахстан, Киргизстан, Китай, Русия, Таджикистан и Узбекистан с предложение да се организира съвместна изложба на детската рисунка. Предложението получило широка подкрепа, и през юни 2009 г. изложбата на детските рисунки, представена от всички страни от ШОС, била проведена за двадесет и първи път .
Както и други сфери на взаимодействието, хуманитарното сътрудничество в рамките на ШОС има широки перспективи.

### Критика към дейността
Критиката към Шанхайската организация за сътрудничество като цяло се свързва с несъстоятелността на нейната дейност, в частност с борбата срещу тероризма и защитата на регионалната безопасност. Някои аналитици от американския Център за стратегически и международни изследвания, смятат, че ШОС не е нищо повече от дискусионен клуб, претендиращ на нещо повече. Към същото мнение се придържа началникът на Института по военна история МО РФ А. А. Колтюков, твърдящ, че „анализът на постигнатите от тази Организация резултати позволява да я охарактеризираме като политически клуб, в който двустранното сътрудничество преобладава над решенията на общорегионални и световни проблеми. ... реално сътрудничество в сферите на противодействието на заплахите от тероризма, сепаратизма и борбата срещу търговията на наркотици на регионално ниво не се наблюдава“ .

## Външнополитическо обкръжение

### Съединени щати
До разпада на Съветския съюз Централна Азия не играела съществена роля в отношенията между САЩ, СССР и другите държави от региона. След 1991 американците започват наистина да се интересуват от региони не добре изучени от тях дотогава. През това време САЩ е останала единствената свръхдържава, чиито интереси проникват във всички региони по света, в това число и в Централна Азия, където те днес са едни от основните играчи. В началото за САЩ било трудно да определи ясни приоритети в ЦАР: Вашингтон бил загрижен от заплахата от комунистическа реставрация в постсъветското пространство, което го принуждавало да не посяга на руското влияние в страните от „близката чужбина“.
През 1997 Вашингтон обявил държавите от Централна Азия за зона на своите дългосрочни стратегически интереси. А през март 1999 Конгресът на САЩ приел „акт за стратегия на Пътя на коприната“, в който се говорило за поддръжка на икономическата и политическата независимост на страните от Централна Азия, които могат да намалят енергийната зависимост на САЩ от нестабилния Персийски залив. Залагайки на развитието на двустранните контакти със страните от постсъветска Средна Азия, САЩ, очевидно, не отделили нужното внимание на създадената през 1996 „Шанхайска петорка“ – първообраза на ШОС.
Като цяло отношението на САЩ към Шанхайската организация за сътрудничество постепенно се променяло: от пасивно наблюдение на нейната дейност до активна заинтересованост. В сегашно време сред западните изследователи е широко разпространено мнението, че ШОС има антиамериканска насоченост и е създадена за противотежест на блоковете на САЩ и западните страни.
Първоначалното отношение на САЩ към ШОС се характеризирало като пасивно, практически минимално реагирала на нейното развитие. САЩ гледали на „шанхайската петорка“ като на структура, чиято дейност не представлявала никаква заплаха за нейните интереси, а, напротив, свидетелствала за снижената роля на Москва в Средна Азия вследствие на появилия се там нов голям играч – Китай. Освен това, първоначалните цели на създадената организация отговаряли на целите на САЩ в региона. Вашингтон приветствал всякакви действия срещу отслабването на заплахата от ислямския екстремизъм, снижаването на конфликтния потенциал и достигането на стабилност в Средна Азия. Затова на официално ниво САЩ не отдавали на „шанхайската петорка“ особено внимание. Но в края на 90-те много аналитици изразявали безпокойство си по повод на сближаването между Русия и Китай, обвинявайки президента Бил Клинтън, че той не е дооценил цялата опасност от сключените договори и доставянето на оръжие в Китай. 
Въпреки че ШОС се позиционира като регионална организация, която изгражда своята политика върху позиции поддържащи сигурността в Централна Азия и останалия свят, някои западни изследователи подчертават очевидната опозиция от страна на организацията срещу страните от НАТО, в частност САЩ. Американците в последно време обръщат все по-голямо внимание на ситуацията в региона, което може да бъде обяснено като стремеж за контрол над енергийните ресурси, а също така 	свързано с целите за борбата с тероризма. Това потвърждава разработка на американския план „Голямата Централна Азия“ – проект, създаден с помощта на САЩ, но без участието на Русия и Китай. Аналитикът Чжао Хуашен, подчертава, че ШОС няма антиамериканска насоченост, като заедно с това посочва факти, свидетелстващи, че и „Шанхайската петорка“ и Шанхайската организация за сътрудничество са били създадени в периода на най-изострените отношения между Америка, Китай и Русия.
На 5 юли 2005 в Астана на срещата на ШОС била приета декларация с призив към САЩ да определи срокове за извеждане на американските бази от Централна Азия, разположени в този регион (в Киргизстан и Узбекистан) за поддържането на действията на американските войски против режима на „Талибаните“ в Афганистан.
Отговор на декларацията от Астана станала приетата на 19 юли 2005 резолюция от Конгреса на САЩ изразяваща загриженост във връзка с изявлението на ШОС, което се оценявало като „явен опит на Русия и Китай да изхвърли САЩ от региона“. 
Скоро след това Узбекистан заявил, че американците са длъжни да напуснат базата Карши-Ханабад в срок от половин година.
Тези действия предизвикали серия от ответни изказвания от страна на високопоставени чиновници от двете страни, което послужило за отправна точка във взаимоотношенията между ШОС и САЩ.
Така министърът на отбраната на САЩ Донълд Ръмсфелд се изказал с рязка критика към руската външнополитическа доктрина. Според неговите думи Русия, Китай и Северна Корея могат да попречат на сътрудничеството в сферата на сигурността между страните Югоизточна Азия. Критика по адрес на външната политика на трите страни, претендиращи за усилване на влиянието им в региона, министърът на отбраната на САЩ аргументирал тогава с „опитите на Русия да ограничи свободата в съседните страни, недостатъчната прозрачност относно военните разходи на Китай, а също така със заплахата от ядрената програма на Северна Корея“ .
Според мнението на Ръмсфелд, сътрудничество на Техеран с ШОС е нелогично. В изказването си в Сингапур на конференцията по въпросите за безопасността, лидерът на Пентагона нарекъл Иран главна терористична държава. В допълнение той заявил, че смята за странно участието на тази страна в дейността на организация, бореща се с тероризма. „Как може да я приемат в организация, поставяща си за цел борбата с тероризма? Защото Иран – това е най-терористичната държава в света.“ Въобще, всички срещи на лидерите на ШОС предизвикват неодобрението на Вашингтон, където смятат, че ШОС се превръща във все по-антиамериканска организация. Голямо раздразнение на САЩ предизвикала визитата в Шанхай на иранския президент Махмуд Ахмадинежад. „Неразбираемо е защо организация, декларираща не приемането на тероризма, кани на свое заседание главния спонсор на терора в света“, – казал лидера на Пентагона Донълд Ръмсфелд.
Отговорът на ШОС бил, че е недопустимо да се нарича една от нейните страни-наблюдателки спонсор на тероризма. А помощникът на Владимир Путин, Сергей Приходко, подчертал, че „ШОС е способна самостоятелно да решава проблемите, възникващи в зоната на нейната отговорност. Организацията няма намерение с никой да се конкурира, но за решаването на стоящите пред нея задачи не се нуждае от чужди подсказки“. Заедно с това, руската страна уверила „американските партньори“, че „иранския проблем“ няма да се разглежда на срещата, и още повече, ШОС в близко бъдеще няма да се разширява.
През октомври 2005 държавния секретар на САЩ Кондолиза Райс посетила Киргизстан и се договорила с президента Курманбек Бакиев за преместването на американския контингент от Узбекистан в Киргизстан. А през февруари 2009 г. киргизката страна обявила за намерението си да закрие авиобазата „Манас“, позовавайки се на отказа на САЩ да обсъжда въпроса за увеличаване на арендата за използването на базата. След няколко дена парламентът одобрил решението на правителството на Киргизстан. През март 2009 забраната за използването на авиобазата се увеличила за още 11 други страни, съюзници на САЩ. 
Въпреки това, противоречията между Русия, Китай и САЩ още не са съзрели, не са придобили острота, и почвата за сътрудничество между Пекин и Москва за противодействие на Вашингтон е достатъчно неустойчива. Както Русия, така и, по-специално, Китай твърде високо ценят отношенията си със САЩ, че да реализират някакъв вариант на военнополитически алианс-антагонист на НАТО .

### Европейски съюз
Във взаимоотношенията между Европейския съюз и страните от Централна Азия огромно значение придобива енергетиката, а също така въпросът за транспортните коридори. Освен това, ЕС разглежда ЦАР като „буферен филтър“, смекчаващ възможни заплахи от тероризъм, ислямски екстремизъм, наркотрафик и неконтролирана миграция на територията на Евросъюза.  Експертът по международни отношения Едмунд Херциг отбелязал, че Централна Азия „е важен, и потенциално много важен регион за енергийната безопасност на Европа, ако ние искаме да диверсифицираме източниците на енергийни доставки. Този регион ни се струва далечен. Но след като Европа върви на изток, той постепенно става все по-близък“. Той посочва, че Централна Азия вече практически се намира „по съседство“ с Европа. 
През април 2007 в Берлин се състояла представителна международна конференция на тема „Шанхайска организация за сътрудничество: възможности за партньорство с ЕС“. Конференцията е била организирана по инициатива на Германския съвет по външната политика и Източния комитет на германската икономика. В нея взели участие генералния секретар на ШОС Болат Нургалиев, специалния представител на ЕС за Централна Азия Пиер Морел (на френски: Pier Morel), експерти от страните членки от ШОС, представители от германските политически структури и фондове, а също така от посолства, акредитирани в немската столица. В хода на конференцията се състояла обмяна на мнения относно актуалното състояние и перспективите пред ШОС, за възможностите от кооперации с международни организации, включително ЕС. След конференцията на експертно ниво генералния секретар на ШОС Болат Нургалиев заедно със заместник министъра на външните работи на Германия, председателстваща ЕС в този момент, Гернот Ерлер и председателя на Източния комитет на немската икономика Клаус Манголд взели участие в дискусия на тема „ШОС – възможности за партньорство с ЕС“. 
Председателя на Източния комитет на германската икономика Клаус Манголд потвърдил голямата заинтересованост не само на германската, но и на европейската икономика в привличането на ШОС от страна на Евросъюза като „колективен партньор за осъществяването на широкомащабни планове на ЕС по усвояването на новия и много обемен пазар в Централна Азия“. Централноазиатския регион, по неговите думи, интересува ЕС не само като пазар за продажба на продукциите си, но и като голям енергодобиващ регион. Във връзка с това специален интерес предизвиква, както отбелязал Манголд, идеята на ШОС за създаването Енергиен клуб. Той смята, че на тази основа у ЕС и ШОС може да възникне „интересен и взаимноизгоден диалог“. 
За силна страна на ШОС в ЕС смятат създадената в организацията антитерористична структура „с напълно съвременно европейско разбиране на задачите за борбата с тероризма – не само репресии, но и създаване на условия за повишаването на жизнения стандарт на хората, техните възможности в бъдеще“. 
На въпроса, защо за регионално сътрудничество в Централна Азия европейците избрали ШОС, а не, например, Евразийското икономическо съдружие в ЕС подчертават, че при цялата важност на икономическите задачи „политическия аспект в централноазиатския регион има много по-голямо значение, особено имайки предвид борбата за влияние в него от страна на Китай, Русия, САЩ и напоследък Япония“.
ЕС в сегашния си вид не представлява такъв монолит, както когато се състоеше от девет или после от петнадесет члена. Това важи както за външната, така и вътрешната политика на обединена Европа. Ясна линия за партньорство с ШОС, с централноазиатските страни, ЕС не е изработил. Въпреки че, по всичко личи, разбирането за този „пропуск“ е на лице. 

### Япония
Активността на Япония в централноазиатския регион рязко нараснала в края на 90-те години. Основния интерес на Япония е в сферата на икономиката: бидейки на 100% зависима от вноса на енергийни ресурси, тя се стреми да получи достъп до централноазиатския въглеводород, особено в условия на растящата нестабилност в Близкия изток. Япония е единствената  страна, оказваща „безвъзмездна помощ“ на постсъветските страни от Централна Азия, която възлиза на милиарди долари.
Още през 2003 Япония предложила на всички централноазиатски страни формат на сътрудничество „Япония плюс Централна Азия“. Според мнението на политолози, диалог в такъв формат се явил като откровено предизвикателство пред ШОС. Японците се обърнали към МВнР на РФ с уверението, че нямат намерението да трансформират Диалога в организация, конкурираща се с ШОС, а имат намерението да използват тази структура само за оказване на съдействие на страните от Централна Азия и Афганистан. Въпреки че, не е изключено, че САЩ чрез Япония да се опитат да използват Диалога за усилването на собственото си влияние в Централна Азия. 
Стремежът на Токио към интеграция в централноазиатския регион нагледно се проявил на 5 декември 2006 по време на заседанието на кръглата маса, проведено от Казахстанския институт за системни изследвания при правителството на Казахстан съвместно с японския фонд Сасакава на тема „Казахстанско-японско сътрудничество“. Според мнението на японски учен, ШОС още от началото си се различава от блоковете по образец на „студената война“, но въпреки това „организацията има нужда да се избави от негативното отношение към себе си, което се засилва на Запад“. По мнението на професора, това е възможно за сметка на това ШОС да покани нови членки от развитите страни. За тази цел той предложил използването на статута „партньор по диалога“ (такъв статут е предоставен през 2009 на Беларус Шри Ланка).
И все пак до този момент влиянието и нивото на участие на Япония в регионалните въпроси в Централна Азия е недостатъчно, за да стане възможно създаването на нова международна организация в региона. Това би изисквало от лидерите на централноазиатските държави политическо решение, което би противоречило на техните политически задължения, взети в рамките на вече съществуващите организации, такива като Евразийското икономическо съдружие и преди всичко ШОС.  Още повече е малко вероятно, че заради достигането на собствените си цели Япония, чиято главна задача на геостратегическо ниво е да сдържа влиянието на КНР, а също и на Русия, в югоизточна Азия, ще отиде на открита конфронтация, – по-скоро, „страната на изгряващото слънце“ ще продължи да търси място в рамките на сътрудничеството в тристранния формат. 

## Международно влияние
В резултат на 10-годишното съществуване на ШОС, може да се твърди, че Организацията е издържала теста на времето. Вътре в Шанхайската организация за сътрудничество няма такива центробежни сили, каквито например се наблюдават в ОНД. Също може да се каже, че на постсъветското пространство ШОС е най-мощната и перспективна организация за международно сътрудничество. Сериозни предизвикателства за ШОС през тези години са руско-грузинският конфликт през август 2008 и масовите безредици в Киргизстан през 2010.
Въпреки това, организацията се справила с тях. Всичко говори за това, че руско-китайските отношения в Централна Азия ще се запазят. Те имат ролята на фактор на стабилността, фактор, сдържащ заплахите за сигурността в региона. Нито Китай, нито САЩ, нито Русия самостоятелно не могат еднолично да играят ключова роля в Централна Азия.
И макар че между държавите от ШОС има някои противоречия и търкания, външно ШОС изглежда достатъчно монолитна структура: има нещо, което обединява тези държави, даже имайки предвид, че страните членки се различават по много основни показатели.
Китай и Русия съставляват сумарно 98% от населението и 97% от БВП. Въпреки световната финансова криза от края на 20. век, взаимният стокообмен на страните членки се характеризира с висок динамичен ръст. Положителен външнотърговски баланс от страните от ШОС имат Китай (196 млрд. долара), Русия (134,3 млрд. долара), Казахстан (14,8 млрд. долара) и Узбекистан (2,4 млрд. долара). И дори влиянието на Русия в ШОС да е по-малко от това в ОНД, ШОС играе важна за Русия роля за включването на Китай към многостранното сътрудничество в Централна Азия, а в перспектива и на други големи страни от региона, такива като Индия, Иран, Пакистан и Монголия.
За държавите от Централна Азия, където едностранното влияние на Русия и Китай се възприема с определено опасение, тяхното съвместно присъствие в рамките на ШОС, където равноправни членове са самите централноазиатски държави, и всички въпроси се решават с консенсус, е най-ефективният механизъм на взаимодействие.